# جما منگوآل
جما منگوآل (اسپانیایی: Gemma Mengual‎؛ زادهٔ ۱۲ آوریل ۱۹۷۷) شناگر شنای موزون اهل اسپانیا بود.
وی همچنین برندهٔ جوایزی همچون جایزه کرئو د سن ژردی شده‌است.
وی در مسابقات کشوری و بین‌المللی در مجموع برندهٔ ۱ مدال طلا، ۱۲ مدال نقره، ۶ مدال برنز شده‌است.